# Даніель Марі-Мадлен Жорре де Сент Жорре
Пані Даніель Марі-Мадлен де Сент-Жорре д'Оффай (30 вересня 1941, Махе, Сейшельські острови — †25 лютого 1997, Париж) — політик Сейшельських островів. Була міністром закордонних справ (1989—1997). Доклала чи мало зусиль для запровадження креольської як національної мови Сейшельських островів.

## Життєпис
Після закінчення школи Даніель де Сент-Жорре навчалася в Йоркському, Лондонському та Единбурзькому університетах.
Після закінчення навчання працювала викладачем. Пізніше вона була директором педагогічного коледжу, перш ніж стати державним секретарем у Міністерстві освіти Сейшельських островів. У цій ролі вона агітувала принаймні доповнити до англійської шкільної мови і вивчення креольської. Разом з креолісткою Аннегрет Болле вона опублікувала переклад Євангелія за Маркусом (1974) креольською мовою, а у 1978 році — орфографію на креольській мові під назвою Orpronons la nouvelle orthographe. Тим самим вона створила важливі основи для наступного кроку мовної політики Сейшельських островів: У 1981 році партійний з'їзд Народного прогресивного фронту Сейшельських островів (SPPF) вирішив зробити креольську першою національною мовою, англійською другою мовою, а французьку — третьою національною мовою, та ввести навчання креольською мовою у школах у 1982 році. У 1983 році при її головуванні була заснована Асоціація креольськомовної громади (Bann Zil Kreol).
Потім вона була заступником секретаря в Міністерстві закордонних справ і планування між 1987 і 1989 роками.
У 1989 році вона була призначена міністром закордонних справ та міністром економічного планування президентом Франс-Альберт Рене. У рамках кадрової ротації вона також стала міністром навколишнього середовища у 1992 році. Ці посади вона обіймала до своєї смерті в 1997 році.
Міжнародний інститут океану з 2000 року вшановує її «Стипендією Даніель де Сент-Жорре» жінкам з малих острівних держав, які беруть участь у морських дослідженнях.